# Pachypidonia bodemeyeri
Pachypidonia bodemeyeri là một loài bọ cánh cứng trong họ Cerambycidae.